# Stefan Marković
Stefan Marković, född 25 april 1988 i Belgrad, är en serbisk basketspelare. Han blev olympisk silvermedaljör i basket vid sommarspelen 2016 i Rio de Janeiro.